# 大山號列車
大山（日语： Daisen */?）號列車是由西日本旅客鐵道（JR西日本）運行於大阪站至米子站之間的夜行急行列車。列車途經東海道本線、福知山線和山陰本線。
此條目也記述連接京阪神和山陰地方，途經福知山線之夜行列車演變，以及途經伯備線的「大山」列車演變。

## 概要
「大山」此列車名字實施上從1953年3月開始使用。當時為一列快速列車，行走於岡山站至松江站之間，途經伯備線。在1968年10月時間表修正中，該列車從「大山」改名為「隱岐」，同時，另外新設急行「大山」，該列車行走於大阪站至鳥取站、米子站、出雲市站或益田站之間，途經福知山線並停靠山陰本線主要車站。

### 列車名的由來
「大山」這個名稱取自位於鳥取縣的伯耆大山。使用該列車名稱的列車多以在附近鳥取縣西部和島根縣東部作為終點站。

## 運行概況
截至廢除前，每日設有1個往返班次，該列車成為了大阪站至篠山口站之間，以及倉吉站至米子站之間的首班和尾班列車。特別在倉吉站至米子站之間，該列車變成快速列車，乘客不需持有普通急行券也可乘車。在列車晩年，較多乘客當作該列車為Liner列車使用，只乘坐短距離，較少乘客乘坐該列車過夜。
在最頂盛時期，每日設有4往返班次，後來隨著有其他列車替代，使班次慢慢減少。

### 開始運行時的停車站
大阪站 - 尼崎站 - 寶塚站 - 三田站 - 篠山口站 - 柏原站 - 福知山站 - 和田山站 - 豊岡站 - 城崎站 - 香住站 - 濱坂站 - 鳥取站 - （濱村站） - （松崎站） - 倉吉站 - 由良站 - 浦安站 - 赤碕站 - （下市站） - 御來屋站 - 大山口站 - 淀江站 - 伯耆大山站 - 米子站 - 安來站 - （揖屋站） - 松江站 -（乃木站）- 玉造溫泉站 -（來待站）- 宍道站 - （莊原站）- （直江站）- 出雲市站
- 只有上行列車停靠揖屋站。只有下行列車停靠乃木站、來待站、莊原站和直江站。

### 廃止直前の停車站
大阪站 - 尼崎站 - 寶塚站 - 三田站 - 篠山口站 - 柏原站 - 福知山站 - 和田山站 - 豊岡站 - 城崎站 - 香住站 - 濱坂站 - 鳥取站 - （濱村站） - （松崎站） - 倉吉站 - 由良站 - 浦安站 - 赤碕站 - （下市站） - 御來屋站 - 大山口站 - 淀江站 - 伯耆大山站 - 米子站
- （　）內的車站只有上行停靠。
- 另外，下行列車在竹野站運輸停車，與上行「大山」進行列車交會。

### 使用車輛
列車使用KiHa65系（高貴使用柴油列車款式）行走，該列車曾經行走「高貴北近畿」。該車在「大山」廢除後退役。通常2卡固定編成，所有車廂都是普通車廂，所有車廂都是禁煙車廂（但是設有吸煙區），在米子一方的車廂是指定席車廂與展望車。
曾經設有客車行走「大山」，包括20系客車、14系客車和12系客車。在1999年10月2日起，開始使用KiHa65形行走，同時不再連結臥鋪車廂。

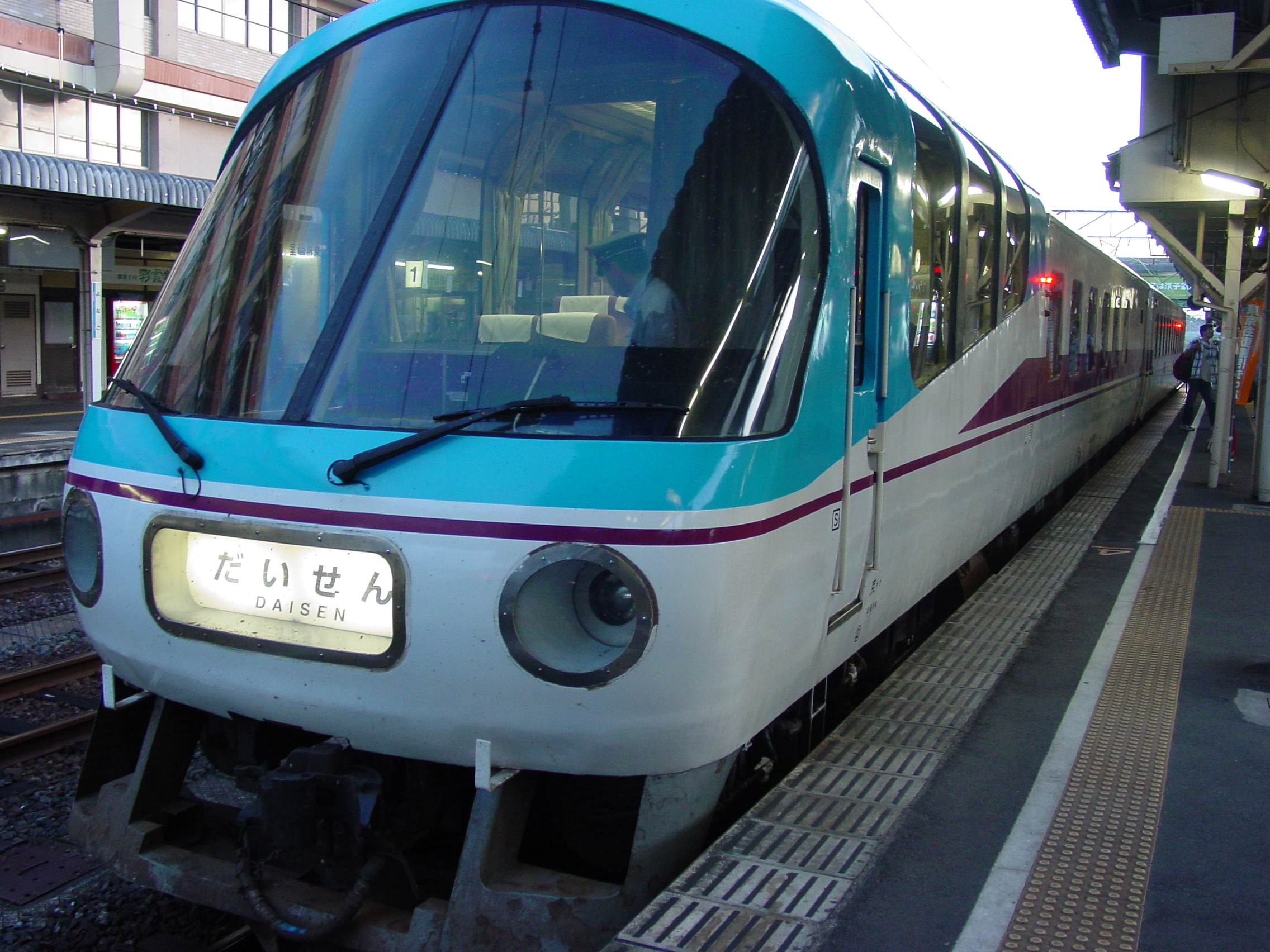
展望型車頭
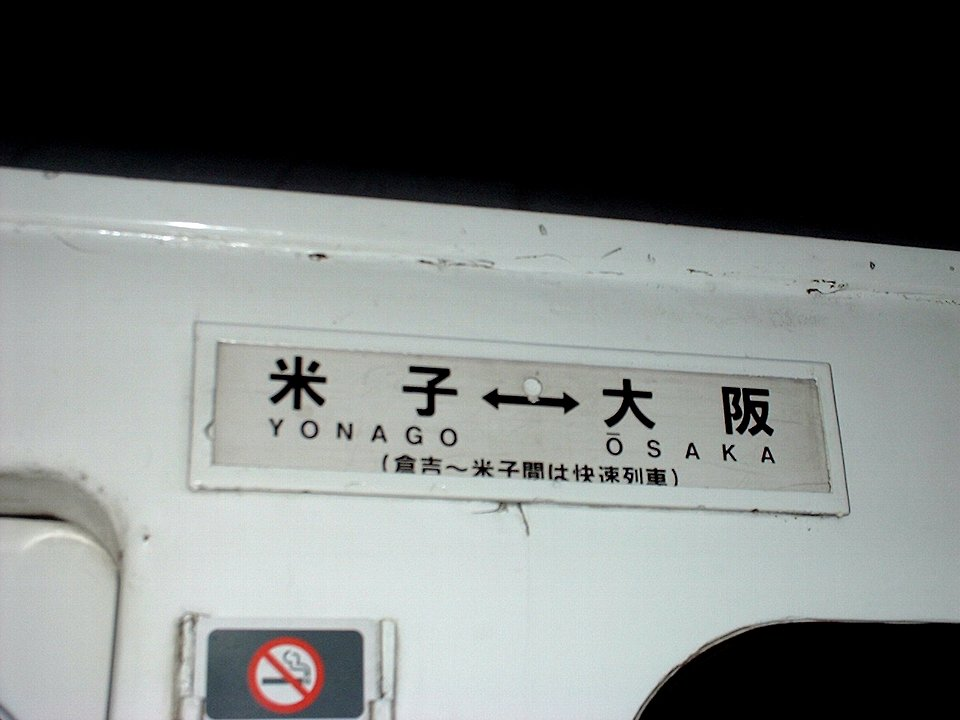
SeBo（2003年11月18日）

## 京阪神與山陰之間的夜行列車演變

### 戰前的山陰本線、福知山線夜行列車
- 1914年（大正3年）：開設直通普通列車，行走於大阪站至大社線大社站之間。
- 1919年（大正9年）：行走於大阪站至大社站之間的夜行普通列車，以及行走於京都站至大社之間的夜行普通列車均連結二等臥鋪車廂（日语：A寝台）。
- 1935年（昭和10年）：開設行走於大阪站至大社站之間之日間急行列車（401、402列車）。行走於大阪站至大社站之間的夜行普通列車，以及行走於京都站至大社站之間的夜行普通列車開始連結三等臥鋪車（日语：B寝台）。
- 1941年（昭和16年）7月：在戰時體制下，為了增強運輸能力，全國路線不再連結三等臥鋪車廂。
- 1943年（昭和18年）10月：行走於大阪站至大社站之間的夜行普通列車405、406列車，不再連結二等臥鋪車廂。
- 1944年（昭和19年）4月：行走於京都站至大社站之間的夜行普通列車809、810列車廢除。

### 開設途經福知山線「大山」之前
- 1947年（昭和22年）6月29日：開設行走於大阪站至大社站之間的夜行準急列車705、706列車。另外，當時在同一區間中設有夜行普通列車407、408列車。該列車成為了途經福知山線的急行「大山」之前身。
- 1951年（昭和26年）11月25日：準急705、706列車的運輸區間變更為行走於東京站至大社站、濱田站之間，並升級至急行「出雲」。在東京站至大阪站之間與「瀨戶」結併運輸。
- 1953年（昭和28年）3月：行走岡山站至松江站之間，途經山陽本線、伯備線、山陰本線的快速列車名稱定為「大山」。
- 1954年（昭和29年）5月：「出雲」增加編成，該編成行走於大阪站至濱田站，使該列車行走區間為東京站至大社站之間和大阪站至濱田站之間。
- 1956年（昭和31年）11月19日：所有編成從東京站到發，列車名稱從平假名變為漢字。不再與「瀨戶」結併運輸。
- 1958年（昭和33年）10月1日：「大山」這列車名稱變更為行走於京都站至大社站之間（途經山陽本線、伯備線、山陰本線、大社線），該列車為急行列車。在京都站至岡山站之間與急行「宮島」結併運輸。
- 1961年（昭和36年）10月1日：實施3・6・10（日语：サンロクトオ）大規模時間表修正，設有以下變動。
  - 「出雲」的行走路線由途經福知山線改為途經綾部站。因此，「出雲」便成為了連接東京與山陰之間的主要列車。
  - 「大山」的結併運輸列車，由「宮島」變為行走於名古屋站至鹿兒島站之間的「薩摩」。
  - 準急「白兔」升級為急行列車，並且改經福知山線。
  - 特急「松風」開始運行。
- 1962年（昭和37年）10月1日：「大山」不再與「薩摩」結併運輸，「大山」由連接客車改為使用柴油列車行走。
- 1963年（昭和38年）4月20日：「大山」改經赤穗線。
- 1964年（昭和39年）10月：行走於大阪站至大社站之間的夜行普通列車717、718列車升級至急行「島根」，當中在出雲市站至大社站之間為普通列車。
- 1965年（昭和40年）10月：行走於大阪站至大社站之間的「島根」改名為「隱岐」。「隱岐」行走於大阪站 → 大社站之間（出雲市站至大社站之間為普通列車）和出雲市站 → 大阪站之間。
- 1966年（昭和41年）10月1日：「大山」在出雲市站至大社站之間變為普通列車。

### 途經福知山線的「大山」開始運行
- 1968年（昭和43年）10月1日：實施4・3・10（日语：ヨンサントオ）大規模時間表修正，設有以下變更。
  1. 途經伯備線的急行「大山」改名為「隱岐[錨點失效]」。
  2. 於大阪站到發的急行「山陰觀光（日语：団体専用列車#観光団体専用列車）」、「三瓶」、「白兔」和「隱岐」進行整合，統一為途經福知山線的急行「大山」。「大山」行走於大阪站至松江站、出雲市站、大社站、益田站之間，合共4個往返班次（當中1個往返班次為臨時列車），在出雲市站至大社站之間為普通列車。
- 1972年（昭和47年）3月15日：實施時間表修正，設有以下變更。
  1. 「大山」下行1號在米子站至益田站之間與急行「萩」結併運輸。當時開始設有轉乘車費制度。
  2. 大阪站至松江站之間的1個往返班次之運輸區間變更為大阪站至鳥取站，並且改名為「因幡」。使「大山」變成行走於大阪站至益田站、大社站之間，共有2個往返班次（出雲市站至大社站之間為普通列車）。
- 1975年（昭和50年）3月10日：實施時間表修正，設有以下變更。
  1. 「大山」下行1號的結併運輸列車急行「萩」改名為「長門」。
  2. 隨著MARS系統（日语：マルス (システム)）進行擴展。途經整段山陰本線，行走於京都站至出雲市站之間，連結臥鋪車的夜行普通列車加設列車名稱「山陰」（日语：／）Template:Efn2。
- 1978年（昭和53年）10月2日：「出湯」（從「因幡」改名而來）改名為「大山」2、3號，行走大阪站至鳥取站之間。夜行列車「大山」5、6號改用20系客車（日语：国鉄20系客車）。
- 1982年（昭和57年）7月：「大山」1號不再結併「長門」。
- 1985年（昭和60年）3月14日：「大山」5、6號設置自由席，運輸區間改為大阪站至出雲市站之間（倉吉站 → 出雲市站之間和米子站 → 倉吉站之間為快速列車，出雲市站 → 米子市站之間為普通列車）。「山陰」廢除。

### 「大山」縮小規模與廢除
- 1986年（昭和61年）11月1日：福知山線寶塚站至山陰本線城崎站（現時：城崎溫泉站）之間電氣化。「大山」日間列車與當時的L特急「北近畿」整合。「大山」使用車輛改為連結14系14形臥鋪車和12系客車（日语：国鉄12系客車）[1]。同時只剩下大阪站至出雲市站之間的夜行列車班次，只有1個往返班次（倉吉站 → 出雲市站之間和米子站 → 倉吉站之間為快速列車，出雲市站 → 米子站之間為普通列車）。
- 1991年（平成3年）3月16日：「大山」的快速區間改為倉吉站至出雲市站之間。
- 1994年（平成6年）12月：臥鋪車由14系14形改為14系15形。B寢台（日语：B寝台）改為2層臥鋪。
- 1999年（平成11年）10月2日：「大山」的運輸區間改為大阪站至米子站之間，使用車輛改為KiHa65形（日语：国鉄キハ65形気動車）（高貴車廂），不再連結臥鋪車廂。
- 2004年（平成16年）
  - 10月9日 - 10月11日：開設臨時急行「懷舊的大山」，連結14系15形和12系客車，下行班次於9日出發，上行班次於10日出發[2]。
  - 10月16日：「大山」廢除。從此，設有以下替代服務[3]。
    - 新大阪站 → 福知山站之間增加1班特急「北近畿」。
    - 福知山站 → 京都站之間增加1班特急「たんば」。
    - 鳥取站至米子站之間增加1個往返班次的快速「鳥取Liner」。

### 特急大山
- 2018年（平成30年）7月1日：隨著舉行山陰地方旅遊活動。在9月30日前的星期六與假日，開設了特急「大山」，行走於鳥取站至米子站之間，設有下行1班和上行2班[4]。車輛使用KiHa189系3卡編成。

## 注腳

## 外部連結
- 急行「大山」 （页面存档备份，存于）（日語） - 鐵道Com